# Fatu Huku
Fatu Huku – niewielka niezamieszkana wyspa w archipelagu Markizów na obszarze Polinezji Francuskiej. Położona jest 30 km na północ od Hiva Oa, ponad 80 km na południowy wschód od Ua Huka. Administracyjnie zależna od Hiva Oa.

## Charakterystyka fizycznogeograficzna

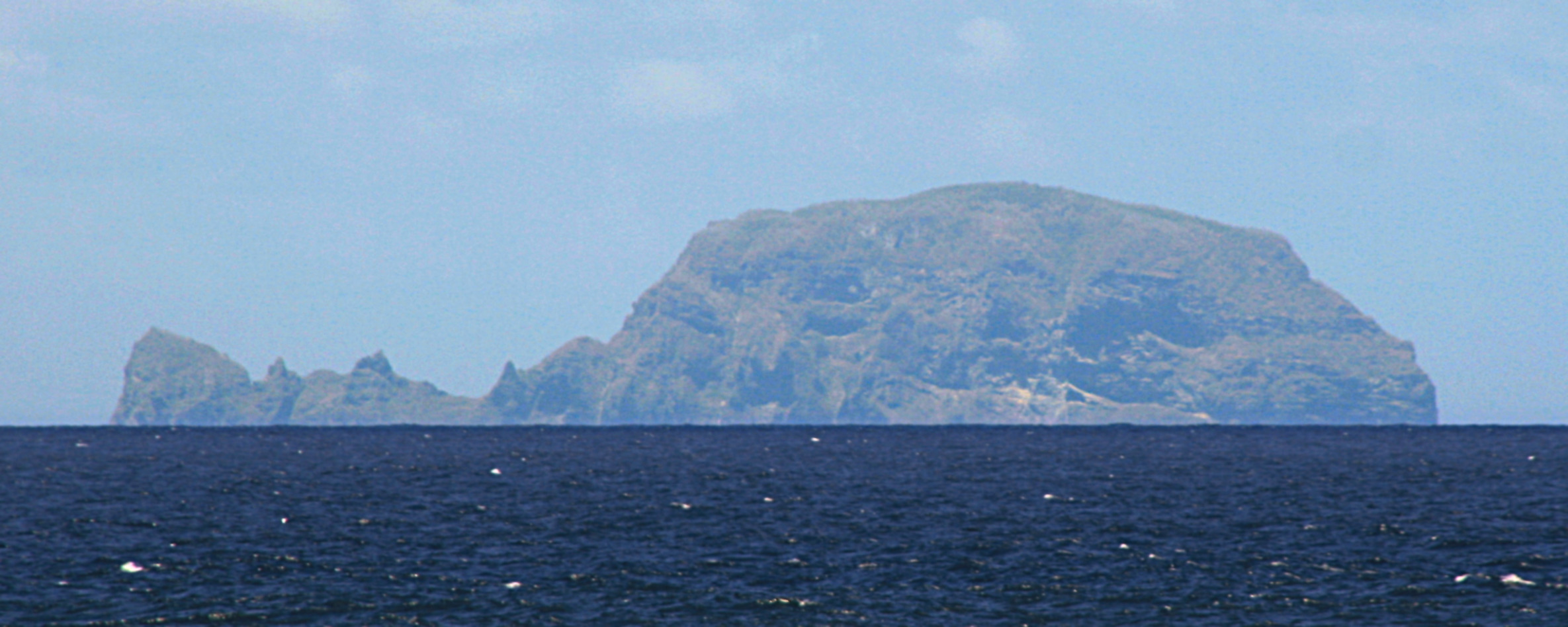
Fatu Huku z Hiva Oa

Składa się z płaskowyżu o wysokości max. 351 m. Powierzchnia wyspy wynosi ok. 1 km². Na obszarze płaskowyżu znajdują się skały pochodzenia koralowego. Na wyspie odnaleźć można wiele małych platform, używanych prawdopodobnie przez rybaków w czasie uroczystości ofiarnych, na długo przed przybyciem Europejczyków.
Według mitologii Maorysów bóg Tana'Oa, patron rybaków, zazdrosny o piękno i żyzność wyspy, obrócił ją do góry nogami.

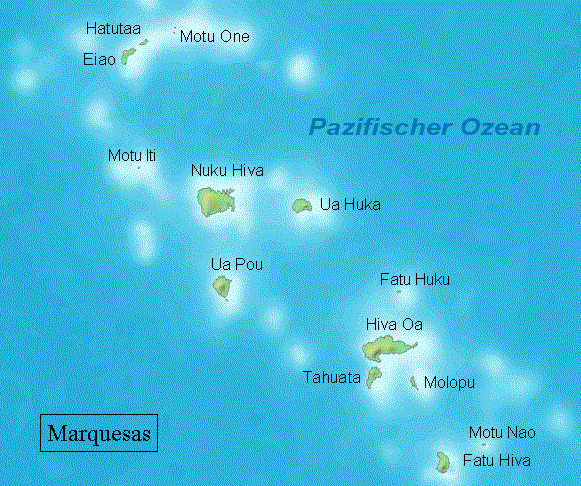
Położenie na mapie Markizów